# Сухой (Саратовская область)
Сухой - посёлок в Марксовском районе Саратовской области, в составе сельского поселения Подлесновское муниципальное образование.
Население - 12 (2010)
Расположен на правом берегу реки Малый Караман.

## История
Первоначально известен как хутор Караман. Хутор обозначен на карте АССР немцев Поволжья 1934 года. С 1935 года - в составе Унтервальденского кантона АССР немцев Поволжья
28 августа 1941 года был издан Указ Президиума ВС СССР о переселении немцев, проживающих в районах Поволжья. Немецкое население депортировано, хутор, как и другие населённые пункты Унтервальденского кантона был включен в состав Саратовской области. Переименовано в посёлок Сухой.

## Население
Динамика численности населения
| 1987 | 2002 |
| ---- | ---- |
| ≈90  | 13   |

| 2010 |
| ---- |
| 12   |